# Nuuk Havn
Nuuk havn (officielt: SIKUKI - Nuuk Harbour A/S) er den største havn i Grønland. Havnen er placeret i den sydøstlige del af hovedstaden Nuuk og kaldes også "Atlanthavnen". Sejlads til og fra havnen er i perioder begrænset på grund af tidevand og is.
I den indre del af havnen finder man en lystbådehavn, mens større skibe og færger benytter de østlige dele af havneområdet.
Containerhavnen er placeret syd for færgeterminalen og der findes et område til opbevaring og behandling af containere. I 2016 modtog havnen to moderne havnekraner, som dermed blev de første havnekraner i Grønland. I 2017 blev en ny containerterminal på 47.320 kvadratmeter og 310 kajmeter taget i brug på Fyrø,

## Virksomheder med aktivitet på havnen
- Arctic Umiaq Line
- Royal Arctic Line
- Royal Greenland